# Hunkovce
Hunkovce est un village de Slovaquie situé dans la région de Prešov.

## Histoire
Première mention écrite du village en 1548.

## Démographie

### Évolution de la population
| Année:               | 1994. | 2004.    | 2014.   | 2024.   |
| -------------------- | ----- | -------- | ------- | ------- |
| Nombre de personnes: | 266   | 342      | 334     | 311     |
| Différence:          |       | +28,57 % | -2,33 % | -6,88 % |

| Année:               | 2023. | 2024. |
| -------------------- | ----- | ----- |
| Nombre de personnes: | 311   | 311   |
| Différence:          |       | +0 %  |